# Wells-next-the-Sea
Wells-next-the-Sea – miasto w Anglii, w hrabstwie Norfolk, w dystrykcie North Norfolk. Leży 47 km na północny zachód od Norwich i 174 km na północny wschód od Londynu. W 2001 miasto liczyło 2451 mieszkańców.